# 降雪
降雪（こうせつ）とは、雪が降ること。

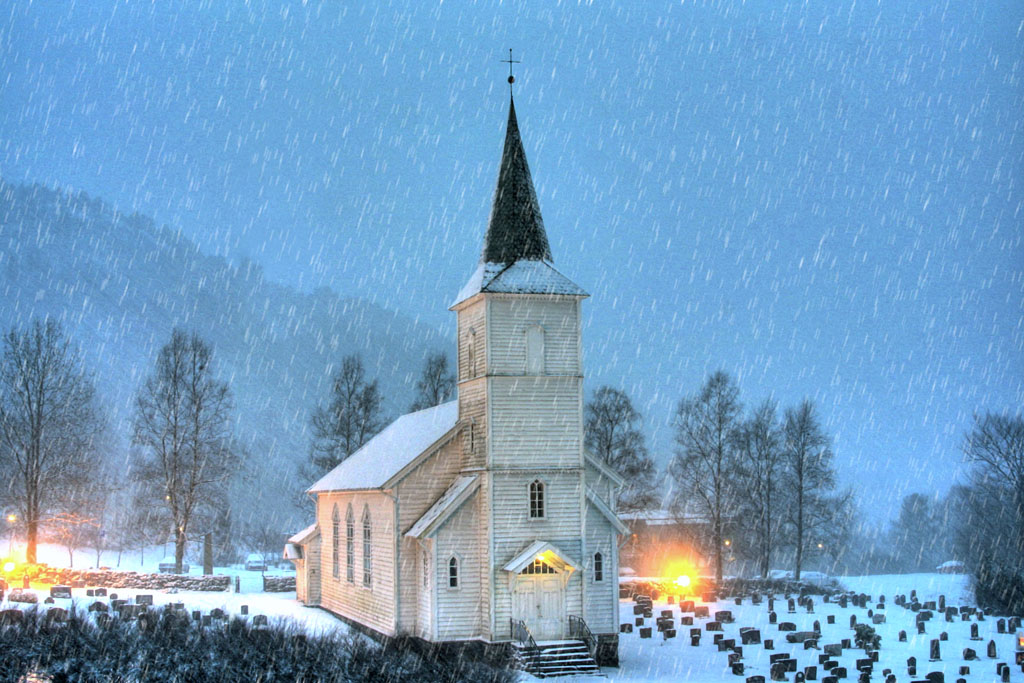
ノルウェーでの降雪

気象用語としては、霰などの固形の降水も含まれる。
積雪に対して、一定期間内に降った雪の量を、降雪の深さ（こうせつのふかさ）または降雪量（こうせつりょう）と言う。
日本においては、2005年（平成17年）の寒候期から、積雪計のある気象台、測候所で計測方式を変更した（2005年9月以前は気象台と有人の測候所では雪板を用い、9時、15時、21時に新たに降り積もった雪の深さを観測していた）。2005年10月以降も積雪計のない地点では、雪板による観測が行われている。

## 統計方法（日本）
- 1時間ごとの積雪の深さから増加分のみを加算して求められる。
- 気象観測では、降雪がなかった場合には-（ハイフン。降雪なしの意味）で記述され、降雪があっても積もらなかった場合には0cmと記述される。
  - なお、雪ではなく冬季に霰（あられ）や雹（ひょう）が降った場合も降雪として記録されるため、観測資料に降雪量が記されている場合でも、必ずしも雪が降ったとは限らない。
  - 例えば、ある月の降雪量が0cm（降雪はあったが積もらなかった）であるにもかかわらず雪日数（雪かみぞれによる降水のあった日数）が0日であれば、雪は降っていないことになる。このような場合は霰や雹による降水であることが多い。
  - なお、現在は積雪計のある気象台、測候所では上記したとおり統計方法が変わったため、その地点では降雪0cmと言う表記はなくなり、年間降雪量が-（ハイフン）なのに雪日数は0日ではないという現象が起きている。
- 積雪計による自動計測では実際に雪が降っていない場合でも地吹雪や温度差による積雪の伸縮によって増加した分が降雪として観測される。

## 降雪量の記録（日本）
| 気象台                        | 平年値 | 極値（寒候年）   |
| ----------------------------- | ------ | ---------------- |
| 稚内市                        | 477cm  | 705cm（2010年）  |
| 旭川市                        | 557cm  | 944cm（1966年）  |
| 札幌市                        | 479cm  | 680cm（1996年）  |
| 網走市                        | 312cm  | 485cm（2006年）  |
| 釧路市                        | 127cm  | 264cm（1966年）  |
| 室蘭市                        | 157cm  | 248cm（2006年）  |
| 函館市                        | 306cm  | 510cm（2018年）  |
| 青森市                        | 567cm  | 1263cm（1986年） |
| 秋田市                        | 273cm  | 590cm（1974年）  |
| 盛岡市                        | 209cm  | 384cm（1974年）  |
| 仙台市                        | 59cm   | 148cm（1984年）  |
| 山形市                        | 285cm  | 545cm（1981年）  |
| 福島市                        | 122cm  | 257cm（1984年）  |
| 水戸市                        | 12cm   | 70cm（1984年）   |
| 宇都宮市                      | 18cm   | 104cm（1984年）  |
| 前橋市                        | 19cm   | 106cm（2014年）  |
| 熊谷市                        | 16cm   | 106cm（2014年）  |
| 東京                          | 8cm    | 92cm（1984年）   |
| 銚子市                        | 0cm    | 16cm（1967年）   |
| 横浜市                        | 9cm    | 109cm（1984年）  |
| 長野市                        | 163cm  | 366cm（1981年）  |
| 甲府市                        | 23cm   | 160cm（2014年）  |
| 静岡市                        | 0cm    | 3cm（2001年）    |
| 名古屋市                      | 12cm   | 59cm（1984年）   |
| 岐阜市                        | 34cm   | 129cm（1956年）  |
| 津市                          | 6cm    | 28cm（1984年）   |
| 新潟市                        | 139cm  | 422cm（1984年）  |
| 富山市                        | 253cm  | 771cm（1981年）  |
| 金沢市                        | 157cm  | 688cm（1986年）  |
| 福井市                        | 186cm  | 622cm（1986年）  |
| 彦根市                        | 81cm   | 385cm（1977年）  |
| 京都市                        | 15cm   | 79cm（1984年）   |
| 大阪市                        | 1cm    | 33cm（1984年）   |
| 神戸市                        | 1cm    | 21cm（1984年）   |
| 奈良市                        | 5cm    | 59cm（1984年）   |
| 和歌山市                      | 1cm    | 21cm（1984年）   |
| 岡山市                        | 1cm    | 35cm（1984年）   |
| 広島市                        | 8cm    | 49cm（1984年）   |
| 松江市                        | 68cm   | 308cm（1963年）  |
| 鳥取市                        | 140cm  | 545cm（1984年）  |
| 徳島市                        | 2cm    | 37cm（1984年）   |
| 高松市                        | 1cm    | 42cm（1984年）   |
| 松山市                        | 1cm    | 29cm（1984年）   |
| 高知市                        | 1cm    | 18cm（2023年）   |
| 下関市                        | 2cm    | 66cm（1963年）   |
| 福岡市                        | 2cm    | 52cm（1968年）   |
| 大分市                        | 1cm    | 29cm（1984年）   |
| 長崎市                        | 4cm    | 45cm（1963年）   |
| 佐賀市                        | 4cm    | 37cm（1963年）   |
| 熊本市                        | 1cm    | 22cm（1963年）   |
| 宮崎市                        | 0cm    | 2cm（1987年）    |
| 鹿児島市                      | 2cm    | 69cm（1963年）   |
| 沖縄県は1cm以上の降雪を未観測 |        |                  |

- 2005年10月1日から、降雪の深さの観測方法を変更したことに留意。